# Kingdom Rush
A Kingdom Rush egy webböngészőkben, iOS-en, Androidon és Nintendo Switchen játszható Armorgames és Ironhide Game Studios által fejlesztett toronyvédelem-típusú játék. A cél, hogy a játékos az út szélére különböző tornyokat lerakva megakadályozza azt, hogy a hullámokban érkező ellenfelek eljussanak egy bizonyos helyre. A játék folytatása a Kingdom Rush Frontiers.

## Cselekmény
A Névtelen Tábornok (az ő szerepébe bújik a játékos) tudomást szerez arról, hogy a fővárost megtámadták, és már nem bírja sokáig. Sereget toboroz és átküzdi magát a tartományon és a tündék egy erdején. A főváros csatájában a sereghez csatlakozik a Király serege is, majd összefogva elpusztítják a Juggernaut-ot.
A király egy újabb feladatot bíz rá: kutassa fel és ölje meg Vez'nan-t a sötét mágust, aki az egész királyságot fenyegeti hatalmával. A sereg a jeges hágón kénytelen menni,mert csak úgy tudnak eljutni Vez'nan sötét birodalmához.

## A szintek
A szinteket háromféle módban játszhatod:
- Normál pálya: 15 hullám jön, és húsz életed van, tehát akkor nyersz, ha legyőzted mind a 15 hullámot, és akkor vesztesz, ha már húsz ellenfél átjutott a védelmeden, de az erősebb ellenfelek több életet is levisznek, ettől függően kaphatsz 1-3 csillagot. Használhatod a hősödet is. (Először csak ezt a módot használhatod, majd később, ha már 3 csillagos, akkor játszhatod a másik 2-t.)
- Nemességi pálya: 6 elit hullám jön és csak 1 életed van (tehát mindegy, mi jut át, biztos vesztesz). Nem mindegyik ilyen pályán használható a hős.
- Acél pálya: 1 szuper hullám jön, és szintén 1 életed van csak. Nem használhatod a hőst, és nem minden fajta épületet sem.

## Tornyok
A tornyoknak négyféle alapvető típusa van. Mindnél a 3. szint után kétféle továbbfejlesztési lehetőség van.

### Mágusok
Lassú, de erős támadók.
| Név                | Ár  | Sebzés | Sebesség     | Hatótávolság | Továbbfejlesztés |  |
| ------------------ | --- | ------ | ------------ | ------------ | --- |  |
| Mágusház           | 100 | 9-17   | lassú        | kicsi        | 160 |  |
| Képzett mágus      | 160 | 23-43  | lassú        | átlagos      | 240 |  |
| Varázslótorony     | 240 | 40-74  | lassú        | nagy         | 300 |  |
| Misztikus varázsló | 300 | 76-140 | nagyon lassú | óriási       | Halálsugár: 20/18/16 mp-enként egyetlen lövésből porrá éget egy akármilyen ellenfelet (kivéve a főgonoszokat). Ára: 350/200/200 Teleportálás: 10 mp-enként 4/5/6 ellenfelet visszateleportál véletlenszerű távolságra, így lassítva őket. Ára: 300/100/100                          |  |
| Bűvölő mágus       | 300 | 42-78  | lassú        | óriási       | Alakváltás: 20/18/16 mp-enként egy ellenfelet véglegesen harcképtelen állattá változtat. Ára: 300/100/100 Szellemidézés: Megidéz egy közelharcos sziklaszörnyet, aminek 600/700/800 élete és 50-90/60-100/70-110-es sebzése van. Ha megölik, 8 mp alatt éled újra. Ára: 350/150/150 |  |

### Íjászok
Gyorsan támadnak, egyszerre két lövéssel.
| Név             | Ár  | Sebzés | Sebesség     | Hatótávolság | Továbbfejlesztés |  |
| --------------- | --- | ------ | ------------ | ------------ | --- |  |
| Íjásztorony     | 70  | 4-6    | közepes      | kicsi        | 110 |  |
| Mesteríjászok   | 110 | 7-11   | gyors        | átlagos      | 160 |  |
| Mesterlövészek  | 160 | 10-16  | gyors        | nagy         | 230 |  |
| Íjászok rejteke | 230 | 13-19  | nagyon gyors | óriási       | Mérgezett nyilak: 3 mp-ig sebzi az ellenfelet, aki így 5/10/15 életet veszít mp-enként. Ára: 250/250/250 Az erdő haragja: 8 mp-enként 1/2/3 mp-re lebénítja és sebzi az ellenfelet mp-enként 40 élettel. Ára: 300/150/150                                               |  |
| Muskétások      | 230 | 35-65  | lassú        | extrém       | Gyilkos lövés: 14 mp-enként egy lövése 20/40/60% eséllyel öli meg rögtön, illetve sebzi jobban az ellenfelet. Ára: 250/250/250 Robbanó lövés: 9 mp-enként egy lövése 50-200/100-400/150-600 életet vesz le a becsapódása környékén minden ellenféltől. Ára: 300/300/300 |  |

### Barakkok
Nem lőnek, hanem kibocsátanak három közelharcos katonát
| Név               | Ár  | Sebzés | Élete | Továbbfejlesztés |  |
| ----------------- | --- | ------ | ----- | --- |  |
| Polgárőrség       | 70  | 1-3    | 50    | 110 |  |
| Gyalogosok        | 110 | 3-4    | 100   | 160 |  |
| Lovagok           | 160 | 6-10   | 150   | 230 |  |
| Lovagrend         | 230 | 12-18  | 200   | Az erő fénye: 10 mp-enként meggyógyítja a lovag sebeit, 40-60/80-120/120-180 élettel. Ára: 150/150/150 A hősök pajzsa: 65%-kal erősebb lesz tőle a lovag pajzsa. Ára: 250 Szentek csapása: A lovag nagyobb kárt tud tenni az ellenfélben + 25-45/50-90/75-135 sebzéssel. Ára: 220/150/150 |  |
| Barbárok csarnoka | 230 | 16-24  | 250   | Fejszedobás: 3 mp-enként a barbár elhajít egy fejszét, ami 34-42/44-52/54-62 életet sebez. Ára: 200/100/100 Hálócsapda: A barbár rádob egy hálót az ellenfélre, amitől 45/60/75%-kal lassul le. Ára: 150/75/75 Forgószél: Amikor feltámad, 15/20/25%-os eséllyel 25-45/40-60/55-75 életet vesz le a közelében minden ellenféltől. Ára: 150/100/100 Még több fejsze: A barbár több fejszét is tud így dobni, ami 10/20/30 élettel növeli a sebzést. Ára: 300/100/100 |  |

### Tüzértorony
Nagyon lassúak, ám nagyot robbantanak.
| Név              | Ár  | Sebzés | Sebesség     | Hatótávolság | Továbbfejlesztés | Egyedi képesség (csak 4. szinteseknél) |
| ---------------- | --- | ------ | ------------ | ------------ | --- | -------------------------------------- |
| Bombázó          | 125 | 7-14   | nagyon lassú | átlagos      | 220 |                                        |
| Tüzérek          | 220 | 15-30  | nagyon lassú | átlagos      | 320 |                                        |
| Mozsárágyú       | 320 | 30-60  | nagyon lassú | nagy         | 400/375 |                                        |
| 500MM Big Bertha | 400 | 50-100 | nagyon lassú | nagy         | Sárkányrakéta: 11 mp-enként kibocsát egy követőrakétát, ami 100-140/140-180/180-220 életet visz le az ellenféltől. Ára: 250/125/125 Extrém rakéta: 17 mp-enként kibocsát egy rakétát, ami szétesik 3/5/7 kisebb darabra, amik egyenként 60-80 életet sebeznek. Ára: 250/125/125 |                                        |
| Tesla X104       | 375 | 60-110 | lassú        | átlagos      | Mágneses terhelés: Minden támadásakor mágneses teret hoz létre, ami 5-15/10-20/15-25 életet sebez minden közeli ellenfélen. Ára: 250/125/125 Villámcsapás: Így a torony egyszerre nem max. 3, hanem max. 4/5 ellenfelet sebez. Ára: 250/250                                     |                                        |

## Hősök
| Név | Élet | Sebzés | Sebesség | Különleges képességek |
| --- | ---- | ------ | -------- | --------------------- |

Sir. Gerald, a Fényadó
Alleria, a Szélsebes
Alleria neve Alleria Windrunner, egy Warcraft-szereplő nevéből származik.
Alleria fiatalabb verziója szerepel a Kingdom Rush Originsben. Itt derül ki, hogy ő a tündék hercegnője.
Malik, a Harag Kalapácsa
Malik szerepel a KIngdom Rush Originsban is. Itt a vérgnollok rabszolgájaként tűnik fel, akit arra kényszerítenek, hogy a kristálybányában dolgozzon. Ha kiszabadítod, harcol neked. Ekkor még raszta haja van, és nem viseli a Harag kalapácsa jelzőt.
Bolin, az Öldöklő
Egyik felkiáltása: "Hasta la Vista baby!", idézet a Terminátor című filmből.
Szerepel a Kingdom Rush: The comics-ban, ahol kiderül, hogy kb. a királlyal egykorú, együtt harcoltak.
Magnus, a Mágikus Csapás
Egyik felkiáltása: "It's a kind of magic" idézet a Queen egyik számából.
Ignus
A neve latinul azt jelenti: "tűz".
Denas Király
A "Denas" a "Sande" szó fordítottja. Gonzalo Sande az Ironhide Game Studios egyik alapítója.
Elora, a Tél Dala
Egyik felkiáltása: Ice, Ice baby, a Vanillia Ice száma.
Egyik felkiáltása: Winter is Coming, idézet a Trónok harcából
Medvekarom Ingvar
Vastörő
Oni
Az Oni egy fajta Jókai a japán mitológiában.
Amikor legyőzik szeppukut követ el.
Thor

## Ellenfelek

### Közelharcos ellenfelek
| Név              | Jutalom, ha megölöd | Sebzés | Élete | Pajzsa      | Mágikus pajzs | Sebessége | Hatása (ha nem ölöd meg, ennyi életet vesz le) | Speciális képesség                                                                               |  |
| ---------------- | ------------------- | ------ | ----- | ----------- | ------------- | --------- | ---------------------------------------------- | ------------------------------------------------------------------------------------------------ |  |
| Kobold           | 3                   | 1-4    | 20    | nincs       | nincs         | közepes   | 1                                              | -                                                                                                |  |
| Ogre             | 50                  | 40-60  | 800   | nincs       | nincs         | lassú     | 3                                              | -                                                                                                |  |
| Bandita          | 8                   | 20-30  | 70    | nincs       | nincs         | közepes   | 1                                              | -                                                                                                |  |
| Ork              | 9                   | 4-8    | 80    | gyenge      | nincs         | közepes   | 1                                              | -                                                                                                |  |
| Sámán            | 10                  | 3-5    | 100   | nincs       | erős          | közepes   | 1                                              | Képes gyógyítani magát és a többi ellenfelet                                                     |  |
| Útonálló         | 15                  | 6-10   | 160   | közepes     | nincs         | közepes   | 1                                              | -                                                                                                |  |
| Martalóc         | 40                  | 16-24  | 600   | közepes     | nincs         | közepes   | 3                                              | -                                                                                                |  |
| Óriáspók         | 6                   | 10-18  | 60    | nincs       | erős          | gyors     | 1                                              | -                                                                                                |  |
| Pókanya          | 20                  | 15-25  | 250   | nincs       | erős          | közepes   | 2                                              | 3 kisebb pókot hoz létre                                                                         |  |
| Sötét lovag      | 25                  | 15-25  | 300   | erős        | nincs         | lassú     | 1                                              | -                                                                                                |  |
| Farkas           | 5                   | 1-3    | 35    | nincs       | nincs         | gyors     | 1                                              | -                                                                                                |  |
| Varg             | 12                  | 12-18  | 120   | nincs       | közepes       | gyors     | 1                                              | -                                                                                                |  |
| Téli farkas      | 35                  | 20-40  | 350   | nincs       | közepes       | gyors     | 1                                              | -                                                                                                |  |
| Troll            | 25                  | 20-40  | 280   | nincs       | nincs         | közepes   | 1                                              | Regeneráció (5 élet mp-enként)                                                                   |  |
| Troll törzsfőnök | 70                  | 10-30  | 1200  | nincs       | nincs         | lassú     | 6                                              | Regeneráció (20 élet mp-enként); A közeli ellenfelek sebességét, sebzését, és pajzsát is javítja |  |
| Jeti             | 120                 | 50-150 | 2000  | nincs       | nincs         | lassú     | 5                                              | Nem egy egységet, hanem a környékén lévő többit is sebzi                                         |  |
| Sötét gyilkos    | 100                 | 24-76  | 1200  | nagyon erős | nincs         | lassú     | 3                                              | -                                                                                                |  |
| Démonivadék      | 20                  | 10-30  | 250   | nincs       | közepes       | közepes   | 1                                              | -                                                                                                |  |
| Démonvezér       | 60                  | 15-75  | 1000  | nincs       | közepes       | lassú     | 5                                              | Létrehoz a közeli démonoknak egy pajzsot, ami jelentősen csökkenti a sebződésüket                |  |
| Démonfarkas      | 25                  | 20-40  | 350   | nincs       | közepes       | gyors     | 1                                              | -                                                                                                |  |
| Lávaszörny       | 100                 | 50-150 | 2500  | nincs       | nincs         | lassú     | 5                                              | -                                                                                                |  |

### Távolsági harcos ellenfelek
| Név              | Jutalom, ha megölöd | Sebzés | Élete | Pajzsa | Mágikus pajzs | Sebessége | Hatása (ha nem ölöd meg, ennyi életet vesz le) | Speciális képesség                         |  |
| ---------------- | ------------------- | ------ | ----- | ------ | ------------- | --------- | ---------------------------------------------- | ------------------------------------------ |  |
| Árny-íjász       | 16                  | 10-20  | 180   | nincs  | gyenge        | közepes   | 1                                              | -                                          |  |
| Troll fejszedobó | 50                  | 30-50  | 600   | nincs  | nincs         | közepes   | 3                                              | Regeneráció (10 élet mp-enként)            |  |
| Halottidéző      | 50                  | 20-40  | 700   | nincs  | nincs         | lassú     | 3                                              | Csontvázakat és csontvázlovagokat idéz elő |  |

### Repülő ellenfelek
A repülő ellenfelek nem támadnak, egyetlen céljuk, hogy átjussanak a védelmeden.
| Név          | Jutalom, ha megölöd | Élete | Pajzsa | Mágikus pajzs | Sebessége | Hatása (ha nem ölöd meg, ennyi életet vesz le) | Speciális képesség                                 |  |
| ------------ | ------------------- | ----- | ------ | ------------- | --------- | ---------------------------------------------- | -------------------------------------------------- |  |
| Denevér      | 12                  | 90    | nincs  | nincs         | közepes   | 1                                              | -                                                  |  |
| Rakétás      | 30                  | 340   | nincs  | nincs         | közepes   | 1                                              | Amikor először sebződik, egy időre gyorsabbá válik |  |
| Repülő démon | 25                  | 350   | nincs  | nincs         | közepes   | 1                                              | -                                                  |  |

## Főgonoszok
A főgonoszok egyes szintek végén jelennek meg, soknak vannak szolgái is. Ha nem győzöd le, automatikusan vesztesz. A szolgái mind 1 életet vesznek le tőled, ha nem ölöd meg őket.
| Név             | Sebzés  | Élete | Pajzsa | Mágikus pajzs | Sebessége | Speciális képesség |  |
| --------------- | ------- | ----- | ------ | ------------- | --------- | --- |  |
| Juggernaut      | 150-250 | 10000 | nincs  | nincs         | lassú     | Az általa kilőtt ágyúgolyókból kisebb gólemek jönnek ki                                                                                        |  |
| Szolgája: Gólem | 10-20   | 125   | nincs  | nincs         | lassú     | - |  |
| YETI            | 150-200 | 11000 | nincs  | nincs         | lassú     | Képes rögtön elpusztítani (hősökön kívül) minden katonádat; Támadására néhány torony jégbe fagy, és időbe telik amíg kiolvad és harcképes lesz |  |
| Vez'nan         | 666-999 | 6666  | nincs  | nincs         | lassú     | Miután meghal, átváltozik egy szörnnyé, amit szintén meg kell ölnöd; 3 kijelölt helyről néhányszor különféle egységeket küld előre             |  |

### A speciális (nem ingyenes) pályák főgonoszai
| Név                          | Sebzés   | Élete | Pajzsa | Mágikus pajzs | Sebessége | Speciális képesség                                                                       |  |
| ---------------------------- | -------- | ----- | ------ | ------------- | --------- | ---------------------------------------------------------------------------------------- |  |
| Sarelgaz                     | 300-500  | 18000 | nincs  | nincs         | lassú     | Képes akár azonnal felfalni minden fajta katonádat (a hőst is)                           |  |
| Szolgája: Sarelgaz szülöttje | 50-100   | 1250  | erős   | erős          | közepes   | -                                                                                        |  |
| Gul'Thak                     | 200-600  | 12000 | nincs  | nincs         | lassú     | Miután megölik az óriás vaddisznót, amin ül, egy darabig még továbbmegy                  |  |
| Zöld söpredék                | 150-250  | 10000 | nincs  | nincs         | lassú     | Képes bárhonnan bárhova kilőni magából egy tömböt, ami jelentősen sebezheti a katonáidat |  |
| Szolgája: Kísértetfa         | 20-40    | 1000  | erős   | nincs         | lassú     | Bárhonnan képes kibújni a földből, nem csak a kijelölt helyek felől jön                  |  |
| Kingpin                      | 100-100  | 8000  | nincs  | nincs         | lassú     | Miután először sebződik komolyan, meggyógyítja magát                                     |  |
| Ulguk-Hai                    | 150-350  | 10000 | nincs  | nincs         | lassú     | Időnként a pajzsa mögé bújik, így teljesen sebezhetetlenné válik                         |  |
| Moloch                       | 80-120   | 11111 | nincs  | nincs         | lassú     | Akár több katonádat is meg tud ölni azonnal.                                             |  |
| Myconid                      | 150-350  | 4500  | nincs  | nincs         | közepes   | Amikor meghal, 300-500-as sebzéssel felrobban, és 25 mérgező gombává alakul.             |  |
| Blackburn Lord               | 100-2000 | 9000  | erős   | nincs         | lassú     | Le tudja bénítani a tornyaidat és a katonáidat.                                          |  |